# Nothing Is
Nothing Is è un album dal vivo del musicista jazz statunitense Sun Ra, registrato nel 1966 e pubblicato nel 1970 dalla ESP-Disk.

## Tracce
- Tutti i brani sono opera di Sun Ra

### LP vinile 12"
Lato A
1. Dancing Shadows - 9:50
2. Imagination - 1:53
3. Exotic Forest - 9:50

Lato B
1. Sun Ra and His Band from Outer Space - 1:58
2. Shadow World - 13:48
3. Theme of the Stargazers - 0:40
4. Outer Spaceways Incorporated - 1:42
5. Next Stop Mars - 0:38

### Bonus tracks CD
1. Velvet - 7:20
2. Outer Nothingness - 15:43
3. We Travel the Spaceways - 1:30
  - Registrato dal vivo in tour a New York nel marzo 1966.

## Musicisti
- Sun Ra - pianoforte, clavioline
- Ali Hassan, Teddy Nance - trombone
- Marshall Allen - sassofono contralto, flauto, ottavino, oboe
- John Gilmore - sassofono tenore
- Pat Patrick - sassofono baritono, flauto
- Robert Cummings - clarinetto basso
- James Jacson - flauto, batteria
- Ronnie Boykins - contrabbasso, tuba
- Clifford Jarvis, Roger Blank, Jimmy Johnson - batteria
- Carl S. Malone, Nimrod Hunt - "corno solare", gong